# Llista de topònims de Sant Pere de Ribes
Llista de topònims (noms propis de lloc) del municipi de Sant Pere de Ribes, al Garraf
Informació actualitzada per un bot. Els canvis manuals es perdran quan s'actualitzi!

## arbre singular
| imatge | Nom                                     | Ubicat a           | instància de   | Detalls                                                                 | coordenades | Protecció        | Commons (més fotos)                     | Dades a WD                    |
| ------ | --------------------------------------- | ------------------ | -------------- | ----------------------------------------------------------------------- | --- | ---------------- | --------------------------------------- | ----------------------------- |
|        | garrofer de Puigmoltó                   | Sant Pere de Ribes | arbre singular | Taxon: garrofer (Ceratonia siliqua)                                     | 41° 14′ 52″ N, 1° 46′ 17″ E / 41.24788°N,1.77147°E ca:Sud del nucli de Puigmoltó                                     |                  | Garrofer de Puigmoltó                   | Modifica les dades a Wikidata |
|        | garrofer del camí de Solers a Can Martí | Sant Pere de Ribes | arbre singular | Taxon: garrofer (Ceratonia siliqua) Estat: bon estat                    | 41° 14′ 55″ N, 1° 44′ 35″ E / 41.24857°N,1.74309°E ca:Camí de Solers a Can Martí 69 msnm                             |                  | Garrofer del camí de Solers a Can Martí | Modifica les dades a Wikidata |
|        | mata de la Mata                         | Sant Pere de Ribes | arbre singular | Taxon: llentiscle (Pistacia lentiscus) Ample: 15m                       | 41° 14′ 22″ N, 1° 46′ 01″ E / 41.23939°N,1.76695°E ca:La Mata 46 msnm                                                | arbre monumental | Mata de la Mata                         | Modifica les dades a Wikidata |
|        | pi de Puigmoltó                         | Sant Pere de Ribes | arbre singular | 19th century Taxon: pi blanc (Pinus halepensis)                         | 41° 14′ 51″ N, 1° 46′ 16″ E / 41.24756°N,1.77114°E ca:Sud del nucli de Puigmoltó                                     |                  | Pi de Puigmoltó                         | Modifica les dades a Wikidata |
|        | pi de la Palanca                        | Sant Pere de Ribes | arbre singular | Taxon: pi blanc (Pinus halepensis) Ample: 16m Alt: 30m Perímetre: 4.36m | 41° 15′ 32″ N, 1° 45′ 56″ E / 41.25876°N,1.76566°E ca:Al costat de la riera de Ribes i el pont de la Palanca 32 msnm | arbre monumental | Pi de la Palanca                        | Modifica les dades a Wikidata |
|        | pi del Carrer del Pi                    | Sant Pere de Ribes | arbre singular | 19th century Taxon: pi blanc (Pinus halepensis)                         | 41° 15′ 45″ N, 1° 46′ 27″ E / 41.262566°N,1.774258°E ca:C. del Pi, 28                                                |                  | Pi del Carrer del Pi                    | Modifica les dades a Wikidata |

## barraca de vinya
| imatge | Nom                                               | Ubicat a           | instància de     | Detalls          | coordenades                                                                                 | Protecció | Commons (més fotos)                   | Dades a WD                    |
| ------ | ------------------------------------------------- | ------------------ | ---------------- | ---------------- | ------------------------------------------------------------------------------------------- | --------- | ------------------------------------- | ----------------------------- |
|        | Barraca entre els Colls i la Rodona I             | Sant Pere de Ribes | barraca de vinya | Estat: bon estat | 41° 13′ 14″ N, 1° 45′ 22″ E / 41.2206°N,1.756°E ca:Camí de les Costes 25 msnm               |           | Barraca entre els Colls i la Rodona I | Modifica les dades a Wikidata |
|        | Barraca entre la Mata i la rotonda de l'autopista | Sant Pere de Ribes | barraca de vinya |                  | 41° 14′ 27″ N, 1° 46′ 00″ E / 41.24082°N,1.76666°E ca:La Mata                               |           |                                       | Modifica les dades a Wikidata |
|        | barraca a l'oest de Puigmoltó                     | Sant Pere de Ribes | barraca de vinya |                  | 41° 14′ 55″ N, 1° 45′ 51″ E / 41.24851°N,1.76414°E ca:Al sud oest de Puigmoltó              |           |                                       | Modifica les dades a Wikidata |
|        | barraca a la cruïlla de la C-246 i l'autopista    | Sant Pere de Ribes | barraca de vinya |                  | 41° 14′ 32″ N, 1° 45′ 29″ E / 41.24236°N,1.75792°E ca:Entre el Xoriguer i la C-246          |           |                                       | Modifica les dades a Wikidata |
|        | barraca al NE de Vilanoveta                       | Sant Pere de Ribes | barraca de vinya |                  | 41° 14′ 28″ N, 1° 45′ 25″ E / 41.24106°N,1.75689°E ca:Al sud de la C-246                    |           |                                       | Modifica les dades a Wikidata |
|        | barraca al SE dels Cocons                         | Sant Pere de Ribes | barraca de vinya |                  | 41° 14′ 39″ N, 1° 45′ 36″ E / 41.24423°N,1.76007°E ca:Comes Velles                          |           |                                       | Modifica les dades a Wikidata |
|        | barraca al nord de la C-246                       | Sant Pere de Ribes | barraca de vinya |                  | 41° 14′ 24″ N, 1° 45′ 27″ E / 41.24009°N,1.75762°E ca:Entre la C-246 i la Rambla del Garraf |           |                                       | Modifica les dades a Wikidata |
|        | barraca dels Cards                                | Sant Pere de Ribes | barraca de vinya |                  | 41° 14′ 14″ N, 1° 45′ 46″ E / 41.23709°N,1.76265°E ca:Les Forques                           |           |                                       | Modifica les dades a Wikidata |

## carretera
| imatge | Nom     | Ubicat a           | instància de | Detalls | coordenades                                          | Protecció | Commons (més fotos) | Dades a WD                    |
| ------ | ------- | ------------------ | ------------ | ------- | ---------------------------------------------------- | --------- | ------------------- | ----------------------------- |
|        | B-211   | Sant Pere de Ribes | carretera    |         | 41° 14′ 39″ N, 1° 47′ 40″ E / 41.244264°N,1.794498°E |           | Carretera B-211     | Modifica les dades a Wikidata |
|        | BV-2113 | Sant Pere de Ribes | carretera    |         | 41° 14′ 57″ N, 1° 46′ 18″ E / 41.2491°N,1.77155°E    |           |                     | Modifica les dades a Wikidata |

## casa
| imatge | Nom                                  | Ubicat a           | instància de             | Detalls                                                                                     | coordenades | Protecció                                  | Commons (més fotos)                              | Dades a WD                    |
| ------ | ------------------------------------ | ------------------ | ------------------------ | ------------------------------------------------------------------------------------------- | --- | ------------------------------------------ | ------------------------------------------------ | ----------------------------- |
|        | Ca la Brígida                        | Sant Pere de Ribes | casa                     | Arquitecte: Josep Font i Gumà Estil: modernisme català arquitectura modernista 20th century | 41° 15′ 44″ N, 1° 46′ 22″ E / 41.2622°N,1.772912°E ca:Plaça del Centre, 7 | bé cultural d'interès local                | Ca la Brígida (Sant Pere de Ribes)               | Modifica les dades a Wikidata |
|        | Ca la Manuela                        | Sant Pere de Ribes | casa                     | 1870                                                                                        | 41° 15′ 42″ N, 1° 46′ 15″ E / 41.26179°N,1.7707°E ca:C. Major, 9 |                                            |                                                  | Modifica les dades a Wikidata |
|        | Ca la Victòria                       | Sant Pere de Ribes | casa                     | 1862                                                                                        | 41° 15′ 43″ N, 1° 46′ 14″ E / 41.2619°N,1.77066°E ca:C. Major, 10 |                                            |                                                  | Modifica les dades a Wikidata |
|        | Cal Metge Pere                       | Sant Pere de Ribes | casa                     | 1876                                                                                        | 41° 15′ 46″ N, 1° 46′ 30″ E / 41.26271°N,1.77511°E ca:C. del Pi, 42 |                                            |                                                  | Modifica les dades a Wikidata |
|        | Cal Quima                            | Sant Pere de Ribes | casa                     | Arquitecte: Josep Font i Gumà Estil: arquitectura modernista                                | 41° 15′ 44″ N, 1° 46′ 20″ E / 41.262174°N,1.772203°E ca:Plaça del Centre, 5 | bé integrant del patrimoni cultural català | Can Quima (Sant Pere de Ribes)                   | Modifica les dades a Wikidata |
|        | Can Geló                             | Sant Pere de Ribes | casa edifici residencial | Estil: arquitectura neoclàssica 1875                                                        | 41° 15′ 46″ N, 1° 46′ 18″ E / 41.26289°N,1.7718°E 41° 15′ 47″ N, 1° 46′ 17″ E / 41.26292037963867°N,1.7714060544967651°E ca:C. de Mn. Andreu Malgà, 10 ca:Carrer Mn. Andreu Malgà, 10 |                                            |                                                  | Modifica les dades a Wikidata |
|        | Can Magí Butí                        | Sant Pere de Ribes | casa                     | 1870                                                                                        | 41° 15′ 42″ N, 1° 46′ 14″ E / 41.26175°N,1.77058°E ca:C. Major, 11 |                                            |                                                  | Modifica les dades a Wikidata |
|        | Can Maurici                          | Sant Pere de Ribes | casa                     | Arquitecte: Josep Font i Gumà Estil: modernisme català arquitectura modernista 20th century | 41° 15′ 45″ N, 1° 46′ 24″ E / 41.262369°N,1.773325°E 41° 15′ 45″ N, 1° 46′ 27″ E / 41.262436°N,1.774142°E ca:Carrer del Pi, 16                                                        | bé cultural d'interès local                | Can Murici (Sant Pere de Ribes)                  | Modifica les dades a Wikidata |
|        | Can Mestre Xic                       | Sant Pere de Ribes | casa                     | Estil: noucentisme 20th century                                                             | 41° 15′ 41″ N, 1° 46′ 23″ E / 41.261341°N,1.77294°E ca:C. de la Pau, 3 45 msnm | bé cultural d'interès local                | Can Mestre Xic (Sant Pere de Ribes)              | Modifica les dades a Wikidata |
|        | Can Milà del Palou                   | Sant Pere de Ribes | casa                     | Estil: arquitectura popular 19th century                                                    | 41° 15′ 46″ N, 1° 46′ 32″ E / 41.262866°N,1.775685°E ca:C. del Pi, 52 54 msnm | bé integrant del patrimoni cultural català | Can Milà del Palou                               | Modifica les dades a Wikidata |
|        | Can Mira                             | Sant Pere de Ribes | casa                     | Estil: noucentisme                                                                          | 41° 15′ 38″ N, 1° 46′ 21″ E / 41.260582°N,1.77246°E | bé cultural d'interès local                | Can Duran (Sant Pere de Ribes)                   | Modifica les dades a Wikidata |
|        | Can Pau Artigas                      | Sant Pere de Ribes | casa                     | Estil: arquitectura modernista 20th century                                                 | 41° 15′ 50″ N, 1° 46′ 36″ E / 41.263889°N,1.776791°E ca:Carretera d'Olivella, 1 | bé cultural d'interès local                | Can Pau Artigas (Sant Pere de Ribes)             | Modifica les dades a Wikidata |
|        | Can Pau Roig                         | Sant Pere de Ribes | casa                     | Estil: noucentisme 1917                                                                     | 41° 15′ 42″ N, 1° 46′ 28″ E / 41.261666°N,1.774421°E ca:C. de la Torreta, 15 50 msnm                                                                                                  | bé cultural d'interès local                | Can Pau Roig                                     | Modifica les dades a Wikidata |
|        | Can Puig                             | Sant Pere de Ribes | casa                     | Estil: neoclassicisme 19th century                                                          | 41° 15′ 37″ N, 1° 45′ 58″ E / 41.260343°N,1.766126°E ca:Carrer Major, 101 | bé cultural d'interès local                | Can Puig (Sant Pere de Ribes)                    | Modifica les dades a Wikidata |
|        | Can Punxes                           | Sant Pere de Ribes | casa                     | Estil: arquitectura modernista 1911                                                         | 41° 15′ 41″ N, 1° 46′ 21″ E / 41.261284°N,1.772375°E ca:Plaça Marcer, 4 | bé integrant del patrimoni cultural català | Can Punxes (Sant Pere de Ribes)                  | Modifica les dades a Wikidata |
|        | Can Salvador Miret                   | Sant Pere de Ribes | casa                     | 1924                                                                                        | 41° 15′ 40″ N, 1° 46′ 12″ E / 41.26101°N,1.76991°E ca:C. Nou, 40-42 |                                            |                                                  | Modifica les dades a Wikidata |
|        | Can Simon                            | Sant Pere de Ribes | casa                     | Estil: arquitectura modernista 1886                                                         | 41° 15′ 43″ N, 1° 46′ 22″ E / 41.261864°N,1.772734°E ca:Carrer Nou, 3 | bé integrant del patrimoni cultural català | Can Simon (Sant Pere de Ribes)                   | Modifica les dades a Wikidata |
|        | Casa d'Antoni Bertran                | Sant Pere de Ribes | casa                     | 1876                                                                                        | 41° 15′ 46″ N, 1° 46′ 30″ E / 41.26268°N,1.77499°E ca:C. del Pi, 40 |                                            |                                                  | Modifica les dades a Wikidata |
|        | Rectoria vella de Sant Pere de Ribes | Sant Pere de Ribes | casa                     | Estil: arquitectura popular 17th century                                                    | 41° 15′ 34″ N, 1° 45′ 49″ E / 41.259313°N,1.763564°E ca:Camí del Cementiri, 9, Sota-ribes 47 msnm                                                                                     | bé cultural d'interès local                | Rectoria vella de Sant Pere de Ribes             | Modifica les dades a Wikidata |
|        | Xalet del Palou                      | Sant Pere de Ribes | casa                     | 20th century                                                                                | 41° 15′ 45″ N, 1° 46′ 41″ E / 41.262496°N,1.778066°E ca:C. del Palou 73 msnm | bé cultural d'interès local                | Xalet del Palou                                  | Modifica les dades a Wikidata |
|        | habitatge al carrer Major, 13        | Sant Pere de Ribes | casa                     | 1878                                                                                        | 41° 15′ 42″ N, 1° 46′ 14″ E / 41.2617°N,1.77045°E ca:C. Major, 13 |                                            |                                                  | Modifica les dades a Wikidata |
|        | habitatge al carrer Major, 18        | Sant Pere de Ribes | casa                     | 1870                                                                                        | 41° 15′ 42″ N, 1° 46′ 13″ E / 41.2618°N,1.7703°E ca:C. Major, 18 |                                            |                                                  | Modifica les dades a Wikidata |
|        | habitatge al carrer Nou, 15          | Sant Pere de Ribes | casa                     | Estil: arquitectura modernista                                                              | 41° 15′ 40″ N, 1° 46′ 16″ E / 41.261225°N,1.771111°E ca:C. Nou, 15 / C. de l'Ensenyament, 12                                                                                          | bé integrant del patrimoni cultural català | Habitatge al carrer Nou, 15 (Sant Pere de Ribes) | Modifica les dades a Wikidata |
|        | habitatge al carrer Nou, 5           | Sant Pere de Ribes | casa                     | 1884                                                                                        | 41° 15′ 46″ N, 1° 46′ 30″ E / 41.26278°N,1.7751°E ca:C. Nou, 5 |                                            |                                                  | Modifica les dades a Wikidata |
|        | habitatge al carrer Nou, 6           | Sant Pere de Ribes | casa                     | 20th century                                                                                | 41° 15′ 45″ N, 1° 46′ 29″ E / 41.26261°N,1.77466°E ca:C. Nou, 6 |                                            |                                                  | Modifica les dades a Wikidata |
|        | habitatge al carrer del Pi, 36       | Sant Pere de Ribes | casa                     | 1876                                                                                        | 41° 15′ 46″ N, 1° 46′ 29″ E / 41.26264°N,1.77477°E ca:C. del Pi, 36 |                                            |                                                  | Modifica les dades a Wikidata |
|        | habitatge al carrer del Pi, 38       | Sant Pere de Ribes | casa                     | 1876                                                                                        | 41° 15′ 46″ N, 1° 46′ 30″ E / 41.26265°N,1.77488°E ca:C. del Pi, 38 |                                            |                                                  | Modifica les dades a Wikidata |
|        | la Granja                            | Sant Pere de Ribes | casa                     | Estil: arquitectura eclèctica 1861                                                          | 41° 15′ 45″ N, 1° 46′ 44″ E / 41.26247°N,1.778895°E ca:C. del Racó, 20 | bé cultural d'interès local                | La Granja (Sant Pere de Ribes)                   | Modifica les dades a Wikidata |

## cova
| imatge | Nom                     | Ubicat a           | instància de | Detalls | coordenades                                                         | Protecció                                  | Commons (més fotos) | Dades a WD                    |
| ------ | ----------------------- | ------------------ | ------------ | ------- | ------------------------------------------------------------------- | ------------------------------------------ | ------------------- | ----------------------------- |
|        | Balma del Coster Mitger | Sant Pere de Ribes | cova         |         | 41° 16′ 20″ N, 1° 48′ 25″ E / 41.27221°N,1.80696°E                  | bé integrant del patrimoni cultural català |                     | Modifica les dades a Wikidata |
|        | Cova Negra              | Sant Pere de Ribes | cova         |         | 41° 16′ 40″ N, 1° 48′ 50″ E / 41.2776696760826°N,1.81400692345243°E |                                            |                     | Modifica les dades a Wikidata |
|        | cova d'en Quadres       | Sant Pere de Ribes | cova         |         | 41° 15′ 32″ N, 1° 49′ 13″ E / 41.2588805622116°N,1.82020793591064°E |                                            |                     | Modifica les dades a Wikidata |

## curs d'aigua
| imatge | Nom             | Ubicat a                                                                         | instància de | Detalls                                 | coordenades | Protecció | Commons (més fotos) | Dades a WD                    |
| ------ | --------------- | -------------------------------------------------------------------------------- | ------------ | --------------------------------------- | --- | --------- | ------------------- | ----------------------------- |
|        | riera de Begues | Begues Olesa de Bonesvalls Avinyonet del Penedès Olivella Sant Pere de Ribes     | curs d'aigua | Desemboca: riera de Ribes               | 41° 19′ 07″ N, 1° 56′ 42″ E / 41.318667°N,1.944927°E 41° 15′ 50″ N, 1° 46′ 26″ E / 41.264013°N,1.773904°E                |           | Riera de Begues     | Modifica les dades a Wikidata |
|        | riera de Jafre  | Begues Olivella Sant Pere de Ribes                                               | curs d'aigua | Desemboca: riera de Ribes Llarg: 17.5km | 41° 17′ 49″ N, 1° 52′ 22″ E / 41.297009°N,1.872818°E 41° 15′ 12″ N, 1° 46′ 56″ E / 41.253333°N,1.782332°E                |           | Riera de Jafre      | Modifica les dades a Wikidata |
|        | riera de Ribes  | les Cabanyes Vilafranca del Penedès Olèrdola Canyelles Sant Pere de Ribes Sitges | curs d'aigua | Desemboca: mar Mediterrània Llarg: 18km | 41° 22′ 39″ N, 1° 41′ 27″ E / 41.37753°N,1.69084°E 41° 13′ 25″ N, 1° 46′ 59″ E / 41.223604°N,1.783024°E ca:Zona Terramar |           | Riera de Ribes      | Modifica les dades a Wikidata |

## edifici
| imatge | Nom                                     | Ubicat a           | instància de                             | Detalls                                                           | coordenades                                                                                        | Protecció                   | Commons (més fotos)                    | Dades a WD                    |
| ------ | --------------------------------------- | ------------------ | ---------------------------------------- | ----------------------------------------------------------------- | -------------------------------------------------------------------------------------------------- | --------------------------- | -------------------------------------- | ----------------------------- |
|        | Antiga farmàcia                         | Sant Pere de Ribes | edifici                                  | 1876                                                              | 41° 15′ 44″ N, 1° 46′ 16″ E / 41.26215°N,1.77105°E ca:Pl. de la Font, 3                            |                             |                                        | Modifica les dades a Wikidata |
|        | Apartaments El Castell                  | Sant Pere de Ribes | edifici                                  |                                                                   | 41° 15′ 01″ N, 1° 47′ 53″ E / 41.250394°N,1.798013°E ca:Pg. Pujades, 1 - Vallpineda                | bé cultural d'interès local | Apartaments El Castell                 | Modifica les dades a Wikidata |
|        | Casa del Terme                          | Sant Pere de Ribes | edifici                                  | Estil: arquitectura popular 15th century                          | 41° 15′ 32″ N, 1° 45′ 49″ E / 41.258972°N,1.76369°E ca:Sota-ribes 35 msnm                          | bé cultural d'interès local | Casa del Terme                         | Modifica les dades a Wikidata |
|        | Celler de Can Pasqualí                  | Sant Pere de Ribes | edifici                                  | 18th century                                                      | 41° 15′ 51″ N, 1° 46′ 37″ E / 41.26405°N,1.77689°E ca:C. Gal·la Placídia, 13. Nucli del Palou Alt. |                             |                                        | Modifica les dades a Wikidata |
|        | Centre Parroquial de Sant Pere de Ribes | Sant Pere de Ribes | edifici organització sense ànim de lucre | 1924                                                              | 41° 15′ 40″ N, 1° 46′ 19″ E / 41.26103333°N,1.772°E                                                |                             | Centre Parroquial (Sant Pere de Ribes) | Modifica les dades a Wikidata |
|        | Escola vella del carrer del Pi          | Sant Pere de Ribes | edifici                                  | Estil: noucentisme                                                | 41° 15′ 45″ N, 1° 46′ 26″ E / 41.262498°N,1.773835°E                                               | bé cultural d'interès local | Escola vella del carrer del Pi         | Modifica les dades a Wikidata |
|        | Redós de Sant Josep i Sant Pere         | Sant Pere de Ribes | edifici                                  | Arquitecte: Josep Font i Gumà Estil: arquitectura modernista 1901 | 41° 15′ 35″ N, 1° 46′ 11″ E / 41.259825°N,1.76986°E ca:Avinguda Josep i Pere Jacas, 15             | bé cultural d'interès local | Redós de Sant Josep i Sant Pere        | Modifica les dades a Wikidata |
|        | el Local, Centre Cultural               | Sant Pere de Ribes | edifici                                  | Arquitecte: Josep Acebillo Superfície: 1077m²                     | 41° 15′ 36″ N, 1° 46′ 19″ E / 41.260044°N,1.772033°E                                               |                             |                                        | Modifica les dades a Wikidata |
|        | la Casa Roja                            | Sant Pere de Ribes | edifici                                  | 18th century                                                      | 41° 14′ 22″ N, 1° 45′ 44″ E / 41.23943°N,1.76231°E ca:Urbanització Can Lloses                      |                             |                                        | Modifica les dades a Wikidata |

## entitat singular de població
| imatge | Nom                     | Ubicat a           | instància de                                                                   | Detalls              | coordenades                                                                               | Protecció | Commons (més fotos)                  | Dades a WD                    |
| ------ | ----------------------- | ------------------ | ------------------------------------------------------------------------------ | -------------------- | ----------------------------------------------------------------------------------------- | --------- | ------------------------------------ | ----------------------------- |
|        | Can Lloses - Can Marcer | Sant Pere de Ribes | entitat singular de població                                                   | 475 hab              | 41° 16′ 12″ N, 1° 47′ 22″ E / 41.26990556°N,1.789575°E 106 msnm                           |           | Can Lloses - Can Marcer              | Modifica les dades a Wikidata |
|        | Can Macià               | Sant Pere de Ribes | entitat singular de població                                                   | 244 hab              | 41° 15′ 11″ N, 1° 46′ 45″ E / 41.25292778°N,1.77915556°E 31 msnm                          |           | Can Macià (urbanització)             | Modifica les dades a Wikidata |
|        | Can Pere de la Plana    | Sant Pere de Ribes | entitat singular de població                                                   | 475 hab              | 41° 16′ 56″ N, 1° 48′ 12″ E / 41.282233°N,1.803424°E 147 msnm                             |           | Can Pere de la Plana                 | Modifica les dades a Wikidata |
|        | Mas Alba                | Sant Pere de Ribes | entitat singular de població                                                   | 610 hab              | 41° 15′ 33″ N, 1° 48′ 37″ E / 41.25903°N,1.81026°E 76 msnm                                |           | Mas Alba (urbanització)              | Modifica les dades a Wikidata |
|        | Puigmoltó               | Sant Pere de Ribes | entitat singular de població                                                   | 18th century 175 hab | 41° 14′ 57″ N, 1° 46′ 11″ E / 41.24905278°N,1.76978889°E ca:Carretera de Vilanova 44 msnm |           | Puigmoltó                            | Modifica les dades a Wikidata |
|        | Rocamar                 | Sant Pere de Ribes | entitat singular de població                                                   | 557 hab              | 41° 14′ 06″ N, 1° 46′ 55″ E / 41.23498056°N,1.78204167°E 10 msnm                          |           | Rocamar (Sant Pere de Ribes)         | Modifica les dades a Wikidata |
|        | Sant Pere de Ribes      | Sant Pere de Ribes | entitat singular de població capital municipal ens local històric de Catalunya | 13118 hab            | 41° 15′ 38″ N, 1° 46′ 26″ E / 41.26045°N,1.77391°E 44 msnm                                |           |                                      | Modifica les dades a Wikidata |
|        | Torre del Veguer        | Sant Pere de Ribes | entitat singular de població                                                   | 18 hab               | 41° 15′ 02″ N, 1° 43′ 52″ E / 41.250622°N,1.731087°E 75 msnm                              |           | Torre del Veguer (urbanització)      | Modifica les dades a Wikidata |
|        | Vallpineda              | Sant Pere de Ribes | entitat singular de població                                                   | 1263 hab             | 41° 14′ 50″ N, 1° 47′ 55″ E / 41.247172°N,1.798566°E 69 msnm                              |           | Vallpineda (Garraf)                  | Modifica les dades a Wikidata |
|        | Vilanoveta              | Sant Pere de Ribes | entitat singular de població                                                   | 33 hab               | 41° 14′ 05″ N, 1° 45′ 06″ E / 41.23469167°N,1.75158306°E 25 msnm                          |           |                                      | Modifica les dades a Wikidata |
|        | el Mas Perers           | Sant Pere de Ribes | entitat singular de població urbanització                                      | 79 hab               | 41° 15′ 13″ N, 1° 44′ 02″ E / 41.25374076°N,1.73388664°E 87 msnm                          |           | El Mas Perers                        | Modifica les dades a Wikidata |
|        | el Mas d'en Serra       | Sant Pere de Ribes | entitat singular de població                                                   | 1296 hab             | 41° 13′ 53″ N, 1° 45′ 29″ E / 41.23149343°N,1.75791769°E 53 msnm                          |           |                                      | Modifica les dades a Wikidata |
|        | els Cards               | Sant Pere de Ribes | entitat singular de població                                                   | 324 hab              | 41° 14′ 15″ N, 1° 45′ 55″ E / 41.23761389°N,1.76530278°E 37 msnm                          |           |                                      | Modifica les dades a Wikidata |
|        | els Colls               | Sant Pere de Ribes | entitat singular de població                                                   | 494 hab              | 41° 13′ 20″ N, 1° 45′ 08″ E / 41.22226111°N,1.75214722°E 47 msnm                          |           | Els Colls - Residencial Casa del Mar | Modifica les dades a Wikidata |
|        | els Garrofers           | Sant Pere de Ribes | entitat singular de població                                                   | 17 hab               | 41° 15′ 17″ N, 1° 47′ 07″ E / 41.254613°N,1.7853°E 17 msnm                                |           | Els Garrofers (Sant Pere de Ribes)   | Modifica les dades a Wikidata |
|        | els Vinyals             | Sant Pere de Ribes | entitat singular de població                                                   | 132 hab              | 41° 16′ 04″ N, 1° 45′ 13″ E / 41.267879°N,1.753557°E 125 msnm                             |           | Els Vinyals (urbanització)           | Modifica les dades a Wikidata |
|        | les Roquetes del Garraf | Sant Pere de Ribes | entitat singular de població                                                   | 12641 hab            | 41° 13′ 36″ N, 1° 44′ 52″ E / 41.226556°N,1.747685°E 77 msnm                              |           | Les Roquetes del Garraf              | Modifica les dades a Wikidata |
|        | les Torres              | Sant Pere de Ribes | entitat singular de població                                                   | 55 hab               | 41° 14′ 57″ N, 1° 47′ 27″ E / 41.24923333°N,1.79080833°E ca:Carretera de Sitges 97 msnm   |           | Les Torres (Sant Pere de Ribes)      | Modifica les dades a Wikidata |

## església
| imatge | Nom                                  | Ubicat a           | instància de     | Detalls                           | coordenades                                                                           | Protecció                                  | Commons (més fotos)                       | Dades a WD                    |
| ------ | ------------------------------------ | ------------------ | ---------------- | --------------------------------- | ------------------------------------------------------------------------------------- | ------------------------------------------ | ----------------------------------------- | ----------------------------- |
|        | Ermita de Sant Pau                   | Sant Pere de Ribes | església         | Estil: arquitectura barroca       | 41° 16′ 00″ N, 1° 46′ 01″ E / 41.266666666667°N,1.7669444444444°E ca:Camí de Sant Pau | bé cultural d'interès local                | Santuari de Sant Pau (Sant Pere de Ribes) | Modifica les dades a Wikidata |
|        | Església vella de Sant Pere de Ribes | Sant Pere de Ribes | església         | Estil: barroc                     | 41° 15′ 34″ N, 1° 45′ 50″ E / 41.259527°N,1.763957°E ca:Sota-Ribes                    | bé cultural d'interès local                | Església vella de Sant Pere de Ribes      | Modifica les dades a Wikidata |
|        | Sant Jaume del Carç                  | Sant Pere de Ribes | església capella |                                   | 41° 14′ 48″ N, 1° 46′ 24″ E / 41.24661°N,1.77324°E ca:El Carç                         |                                            |                                           | Modifica les dades a Wikidata |
|        | Sant Pere de Sant Pere de Ribes      | Sant Pere de Ribes | església         | Estil: historicisme arquitectònic | 41° 15′ 38″ N, 1° 46′ 19″ E / 41.260657°N,1.771826°E                                  | bé integrant del patrimoni cultural català | Església de Sant Pere de Ribes            | Modifica les dades a Wikidata |

## estació de ferrocarril
| imatge | Nom                                                  | Ubicat a           | instància de           | Detalls          | coordenades                                       | Protecció | Commons (més fotos) | Dades a WD                    |
| ------ | ---------------------------------------------------- | ------------------ | ---------------------- | ---------------- | ------------------------------------------------- | --------- | ------------------- | ----------------------------- |
|        | Estació de Sant Pere de Ribes-Hospital de Sant Camil | Sant Pere de Ribes | estació de ferrocarril | Estat: projectat | 41° 15′ 13″ N, 1° 46′ 06″ E / 41.2535°N,1.76833°E |           |                     | Modifica les dades a Wikidata |
|        | Estació del Garraf Park and Ride                     | Sant Pere de Ribes | estació de ferrocarril | Estat: projectat | 41° 14′ 30″ N, 1° 46′ 19″ E / 41.2418°N,1.77207°E |           |                     | Modifica les dades a Wikidata |

## masia
| imatge | Nom                         | Ubicat a                                | instància de     | Detalls                                                                    | coordenades | Protecció                                            | Commons (més fotos)                     | Dades a WD                    |
| ------ | --------------------------- | --------------------------------------- | ---------------- | -------------------------------------------------------------------------- | --- | ---------------------------------------------------- | --------------------------------------- | ----------------------------- |
|        | Ca l'Almirall de la Font    | Sant Pere de Ribes                      | masia            | Estil: arquitectura popular                                                | 41° 16′ 57″ N, 1° 47′ 51″ E / 41.282545°N,1.797618°E ca:Av. d'Olesa de Bonesvalls                                           | bé cultural d'interès local                          | Ca n'Almirall de la Font                | Modifica les dades a Wikidata |
|        | Ca l'Artigues del Palou     | Sant Pere de Ribes                      | masia            |                                                                            | 41° 15′ 55″ N, 1° 46′ 58″ E / 41.265358°N,1.782652°E ca:Plaça Gala Placídia, 24, el Palou Alt 90 msnm                       | bé cultural d'interès local                          | Ca l'Artigues del Palou                 | Modifica les dades a Wikidata |
|        | Ca l'Escolà                 | Sant Pere de Ribes                      | masia            | Estil: arquitectura popular 18th century                                   | 41° 15′ 30″ N, 1° 47′ 15″ E / 41.258471°N,1.787521°E ca:Les Planes                                                          | bé cultural d'interès local                          | Ca l'Escolà (Sant Pere de Ribes)        | Modifica les dades a Wikidata |
|        | Ca la Toneta                | Sant Pere de Ribes                      | masia            |                                                                            | 41° 15′ 57″ N, 1° 46′ 57″ E / 41.2657286681175°N,1.78237214007971°E                                                         |                                                      |                                         | Modifica les dades a Wikidata |
|        | Can Baró de la Cabreta      | Sant Pere de Ribes                      | masia            | Estil: arquitectura popular                                                | 41° 14′ 31″ N, 1° 46′ 59″ E / 41.242038°N,1.783038°E ca:Al nord de l'Autòdrom Rocamar                                       | bé cultural d'interès local                          |                                         | Modifica les dades a Wikidata |
|        | Can Bertran                 | Sant Pere de Ribes                      | masia            | Estil: arquitectura popular                                                | 41° 16′ 00″ N, 1° 47′ 24″ E / 41.266666666667°N,1.79°E ca:Sota l'Urbanització Can Lloses                                    | bé cultural d'interès local                          |                                         | Modifica les dades a Wikidata |
|        | Can Bruguera                | Sant Pere de Ribes                      | masia            | Estil: arquitectura popular                                                | 41° 14′ 42″ N, 1° 47′ 20″ E / 41.244936°N,1.788806°E ca:Pla de les Torres                                                   | bé cultural d'interès local                          |                                         | Modifica les dades a Wikidata |
|        | Can Climent                 | Sant Pere de Ribes                      | masia            | 18th century                                                               | 41° 15′ 16″ N, 1° 45′ 31″ E / 41.254556°N,1.758481°E ca:Ctra. de Vilanova BV-2112 80 msnm                                   | bé cultural d'interès local                          | Can Climent (Sant Pere de Ribes)        | Modifica les dades a Wikidata |
|        | Can Dos Diners              | Sant Pere de Ribes                      | masia            | 19th century                                                               | 41° 15′ 12″ N, 1° 46′ 02″ E / 41.2532718114755°N,1.76719434538774°E ca:Hospital Residència Sant Camil 50 msnm               |                                                      | Can Dos Diners                          | Modifica les dades a Wikidata |
|        | Can Feina                   | Sant Pere de Ribes                      | masia            | Estil: arquitectura popular 19th century                                   | 41° 15′ 22″ N, 1° 45′ 45″ E / 41.25619°N,1.762397°E ca:Ronda Sant Camil 64 msnm                                             | bé cultural d'interès local                          | Can Feina (Sant Pere de Ribes)          | Modifica les dades a Wikidata |
|        | Can Fontanals               | Sant Pere de Ribes                      | masia            | Estil: arquitectura popular 18th century                                   | 41° 15′ 20″ N, 1° 45′ 54″ E / 41.255463°N,1.764939°E ca:Ronda Sant Camil 56 msnm                                            | bé cultural d'interès local                          | Can Fontanals (Sant Pere de Ribes)      | Modifica les dades a Wikidata |
|        | Can Giralt                  | Sant Pere de Ribes                      | masia            |                                                                            | 41° 15′ 49″ N, 1° 46′ 49″ E / 41.263603°N,1.780354°E                                                                        | bé cultural d'interès local                          | Can Giralt (Sant Pere de Ribes)         | Modifica les dades a Wikidata |
|        | Can Jove                    | Sant Pere de Ribes                      | masia            | Arquitecte: Josep Font i Gumà                                              | 41° 15′ 20″ N, 1° 45′ 56″ E / 41.255555555556°N,1.7655555555556°E ca:Ronda Sant Camil                                       | bé cultural d'interès local                          | Can Jove (Sant Pere de Ribes)           | Modifica les dades a Wikidata |
|        | Can Lloses                  | Sant Pere de Ribes                      | masia            |                                                                            | 41° 16′ 12″ N, 1° 47′ 30″ E / 41.2699972085738°N,1.79167679196505°E                                                         |                                                      |                                         | Modifica les dades a Wikidata |
|        | Can Macià                   | Sant Pere de Ribes                      | masia            | 20th century                                                               | 41° 15′ 11″ N, 1° 46′ 46″ E / 41.253056°N,1.779444°E ca:C. Pins, 1. Urb. Can Macià 31 msnm                                  | bé cultural d'interès local                          | Masia de Can Macià (Sant Pere de Ribes) | Modifica les dades a Wikidata |
|        | Can Marcer de la Penya      | Sant Pere de Ribes                      | masia            | Estil: arquitectura popular 18th century                                   | 41° 16′ 19″ N, 1° 47′ 53″ E / 41.272052°N,1.798161°E ca:Av. Can Marcer de la Penya, s/n. Urbanització Can Lloses            | bé cultural d'interès local                          |                                         | Modifica les dades a Wikidata |
|        | Can Martí del Mas Roig      | Sant Pere de Ribes                      | masia            | Estil: arquitectura eclèctica 19th century                                 | 41° 15′ 09″ N, 1° 44′ 21″ E / 41.252484°N,1.739037°E ca:Can Martí s/n                                                       | bé cultural d'interès local                          | Can Martí (Sant Pere de Ribes)          | Modifica les dades a Wikidata |
|        | Can Masalleres              | Sant Pere de Ribes                      | masia            | Estil: arquitectura popular 18th century                                   | 41° 15′ 26″ N, 1° 44′ 24″ E / 41.257311°N,1.739953°E ca:Camí del Montgròs                                                   | bé cultural d'interès local                          |                                         | Modifica les dades a Wikidata |
|        | Can Mestre dels Clapers     | Sant Pere de Ribes                      | masia            | Estil: arquitectura popular 16th century                                   | 41° 15′ 21″ N, 1° 46′ 55″ E / 41.255934°N,1.781963°E ca:Les Planes 37 msnm                                                  | bé cultural d'interès local                          | Can Mestres dels Clapers                | Modifica les dades a Wikidata |
|        | Can Miret de les Parellades | Sant Pere de Ribes                      | masia            | Arquitecte: Josep Font i Gumà Estil: arquitectura neoclàssica 19th century | 41° 15′ 51″ N, 1° 46′ 13″ E / 41.264116666667°N,1.7703777777778°E ca:Barri de les Parellades 44 msnm                        | bé cultural d'interès local                          | Can Miret de les Parellades             | Modifica les dades a Wikidata |
|        | Can Miret de les Torres     | Sant Pere de Ribes                      | masia            | Estil: modernisme català arquitectura modernista 19th century              | 41° 15′ 02″ N, 1° 47′ 32″ E / 41.250469°N,1.792266°E ca:Les Torres                                                          | bé cultural d'interès local                          | Can Miret de les Torres                 | Modifica les dades a Wikidata |
|        | Can Mironet del Bosc        | Sant Pere de Ribes                      | masia            | Estil: arquitectura popular                                                | 41° 14′ 34″ N, 1° 45′ 05″ E / 41.242691°N,1.751458°E ca:Solers                                                              | bé cultural d'interès local                          |                                         | Modifica les dades a Wikidata |
|        | Can Montaner del Palou      | Sant Pere de Ribes                      | masia            | Estil: arquitectura popular 18th century                                   | 41° 15′ 48″ N, 1° 46′ 46″ E / 41.263346°N,1.779428°E ca:C. Olivella, 15 78 msnm                                             | bé cultural d'interès local                          | Can Montaner del Palou                  | Modifica les dades a Wikidata |
|        | Can Panxo                   | Sant Pere de Ribes                      | masia            |                                                                            | 41° 15′ 28″ N, 1° 45′ 54″ E / 41.2577057347327°N,1.76487881371079°E                                                         |                                                      |                                         | Modifica les dades a Wikidata |
|        | Can Parici                  | Sant Pere de Ribes                      | masia            | Estil: arquitectura popular 19th century                                   | 41° 15′ 24″ N, 1° 45′ 04″ E / 41.256667°N,1.751111°E ca:La Serra 105 msnm                                                   | bé cultural d'interès local                          | Can Parici                              | Modifica les dades a Wikidata |
|        | Can Parès                   | Sant Pere de Ribes                      | masia            | Estil: arquitectura popular                                                | 41° 15′ 07″ N, 1° 44′ 09″ E / 41.251814°N,1.735948°E                                                                        | bé cultural d'interès local                          |                                         | Modifica les dades a Wikidata |
|        | Can Pere de la Plana        | Sant Pere de Ribes                      | masia            | Estil: arquitectura popular 18th century                                   | 41° 16′ 41″ N, 1° 48′ 17″ E / 41.278103°N,1.804671°E ca:Av. Onze de Setembre, 16. Urb. Pineda Parc 154 msnm                 | bé cultural d'interès local                          | Can Pere de la Plana (masia)            | Modifica les dades a Wikidata |
|        | Can Peret Coll              | Sant Pere de Ribes                      | masia            | Estil: arquitectura popular 18th century                                   | 41° 15′ 19″ N, 1° 46′ 44″ E / 41.255254°N,1.778896°E ca:Pg. Circumval·lació 28 msnm                                         | bé cultural d'interès local                          | Can Peret Coll                          | Modifica les dades a Wikidata |
|        | Can Puça                    | Sant Pere de Ribes                      | masia            | 18th century                                                               | 41° 15′ 55″ N, 1° 46′ 57″ E / 41.26532°N,1.78263°E ca:C. Gal·la Placídia, 30. El Palou Alt                                  |                                                      |                                         | Modifica les dades a Wikidata |
|        | Can Quadres de la Timba     | Sant Pere de Ribes                      | masia            | Estil: arquitectura popular 14th century                                   | 41° 15′ 19″ N, 1° 46′ 55″ E / 41.255323°N,1.781899°E ca:Ribes 35 msnm                                                       | bé cultural d'interès local                          | Can Quadres de la Timba                 | Modifica les dades a Wikidata |
|        | Can Ramon                   | Sant Pere de Ribes                      | masia            | Estil: arquitectura popular                                                | 41° 15′ 42″ N, 1° 44′ 57″ E / 41.261554°N,1.749251°E ca:Can Ramon de Montgròs, s/n                                          | bé cultural d'interès local                          | Can Ramon (Sant Pere de Ribes)          | Modifica les dades a Wikidata |
|        | Can Ramonet                 | Sant Pere de Ribes                      | masia            | Estil: arquitectura popular 15th century                                   | 41° 15′ 56″ N, 1° 45′ 23″ E / 41.265647°N,1.75631°E ca:Can Ramonet s/n ca:Camí del Montgròs 109 msnm                        | bé cultural d'interès local                          | Can Ramonet (Sant Pere de Ribes)        | Modifica les dades a Wikidata |
|        | Can Roig de les Torres      | Sant Pere de Ribes                      | masia            | Estil: arquitectura popular                                                | 41° 14′ 57″ N, 1° 47′ 24″ E / 41.249276°N,1.790109°E ca:Les Torres 45 msnm                                                  | bé integrant del patrimoni cultural català           | Can Roig de les Torres                  | Modifica les dades a Wikidata |
|        | Can Tomeu                   | Sant Pere de Ribes                      | masia            | Estil: arquitectura popular 19th century                                   | 41° 16′ 10″ N, 1° 46′ 09″ E / 41.269396°N,1.769201°E ca:Corral d'en Capdet                                                  | bé cultural d'interès local                          |                                         | Modifica les dades a Wikidata |
|        | Can Vidal de la Serra       | Sant Pere de Ribes                      | masia            | Estil: arquitectura popular 17th century                                   | 41° 15′ 19″ N, 1° 45′ 18″ E / 41.255169°N,1.755061°E ca:La Serra 98 msnm                                                    | bé cultural d'interès local                          | Can Vidal de la Serra                   | Modifica les dades a Wikidata |
|        | Can Vidaló                  | Sant Pere de Ribes                      | masia            | 18th century                                                               | 41° 15′ 37″ N, 1° 45′ 59″ E / 41.26038°N,1.76628°E ca:El Carç                                                               |                                                      |                                         | Modifica les dades a Wikidata |
|        | Can Zidro                   | Sant Pere de Ribes                      | masia            | Estil: arquitectura popular 19th century                                   | 41° 15′ 57″ N, 1° 45′ 26″ E / 41.2658°N,1.757115°E ca:Camí del Montgròs                                                     | bé cultural d'interès local                          | Can Zidro (Sant Pere de Ribes)          | Modifica les dades a Wikidata |
|        | Clot dels Frares            | Sant Pere de Ribes                      | masia casa forta | Estil: arquitectura del Renaixement 14th century                           | 41° 14′ 14″ N, 1° 46′ 52″ E / 41.237296°N,1.781217°E ca:Urbanització Rocamar                                                | bé cultural d'interès local                          | Clot dels Frares                        | Modifica les dades a Wikidata |
|        | Coll d'Entreforc            | Sant Pere de Ribes                      | masia            | Estil: arquitectura popular                                                | 41° 15′ 59″ N, 1° 49′ 36″ E / 41.266463°N,1.82656°E                                                                         | bé integrant del patrimoni cultural català           |                                         | Modifica les dades a Wikidata |
|        | Corral d'en Capdet          | Sant Pere de Ribes                      | masia            | Estil: arquitectura popular 18th century                                   | 41° 16′ 12″ N, 1° 46′ 14″ E / 41.269898°N,1.770684°E ca:Costa del Corral d'en Capdet 83 msnm                                | bé cultural d'interès local                          | Corral d'en Capdet                      | Modifica les dades a Wikidata |
|        | Corral d'en Massó           | Sant Pere de Ribes                      | masia            | Estil: arquitectura popular 19th century                                   | 41° 16′ 37″ N, 1° 47′ 16″ E / 41.276915°N,1.787904°E ca:Fondo d'en Tabaco                                                   | bé cultural d'interès local                          |                                         | Modifica les dades a Wikidata |
|        | Corral d'en Pujol           | Sant Pere de Ribes                      | masia            | Estil: arquitectura popular 19th century                                   | 41° 15′ 12″ N, 1° 47′ 58″ E / 41.253333333333°N,1.7994444444444°E ca:Entre el nucli de les Torres i l'urbanització Mas Alba | bé cultural d'interès local                          |                                         | Modifica les dades a Wikidata |
|        | Mas Alba                    | Sant Pere de Ribes                      | masia            |                                                                            | 41° 15′ 48″ N, 1° 48′ 30″ E / 41.2632968426859°N,1.80821463412039°E 155 msnm                                                |                                                      | Mas Alba (masia)                        | Modifica les dades a Wikidata |
|        | Mas Berenguera              | Sant Pere de Ribes                      | masia            | Estil: arquitectura popular                                                | 41° 17′ 09″ N, 1° 48′ 21″ E / 41.285831°N,1.805724°E ca:Urbanització Pineda Parc                                            | bé cultural d'interès local                          |                                         | Modifica les dades a Wikidata |
|        | Mas Parés de Dalt           | Sant Pere de Ribes                      | masia            | Estil: arquitectura popular 20th century                                   | 41° 15′ 18″ N, 1° 43′ 59″ E / 41.25512°N,1.733048°E ca:Urbanització Mas Parès de Dalt                                       | bé cultural d'interès local                          |                                         | Modifica les dades a Wikidata |
|        | Mas d'en Bosc               | Sant Pere de Ribes                      | masia            | Estil: arquitectura popular 18th century                                   | 41° 14′ 47″ N, 1° 46′ 53″ E / 41.246353°N,1.781338°E ca:Plana de Can Coll 21 msnm                                           | bé cultural d'interès local                          | Mas d'en Bosc (Sant Pere de Ribes)      | Modifica les dades a Wikidata |
|        | Mas d'en Giralt             | Sant Pere de Ribes                      | masia            |                                                                            | 41° 17′ 18″ N, 1° 46′ 56″ E / 41.2883714363293°N,1.78216616646269°E 106 msnm                                                |                                                      | Mas d'en Giralt                         | Modifica les dades a Wikidata |
|        | Mas d'en Serra              | Sant Pere de Ribes                      | masia            | Estil: arquitectura popular 18th century                                   | 41° 13′ 46″ N, 1° 45′ 15″ E / 41.22934°N,1.754045°E ca:Av. Mas d'en Serra, 79                                               | bé cultural d'interès local                          | Mas d'en Serra                          | Modifica les dades a Wikidata |
|        | Mas de les Catalunyes       | Sant Pere de Ribes                      | masia            | 16th century                                                               | 41° 15′ 23″ N, 1° 43′ 53″ E / 41.256397°N,1.731335°E cal:Urb. Mas Parés de Dalt                                             | bé cultural d'interès local                          | Mas de les Catalunyes                   | Modifica les dades a Wikidata |
|        | Mas de les Farigoles        | Sant Pere de Ribes                      | masia            | Estil: arquitectura popular 18th century                                   | 41° 15′ 03″ N, 1° 45′ 54″ E / 41.250802°N,1.764951°E ca:Al nord-oest del nucli de Puigmoltó 54 msnm                         | bé cultural d'interès local                          | Mas de les Farigoles                    | Modifica les dades a Wikidata |
|        | Maset d'en Lleó             | Sant Pere de Ribes                      | masia            | 19th century                                                               | 41° 14′ 28″ N, 1° 46′ 57″ E / 41.2411110117974°N,1.782375763049°E ca:Al nord de l'Autòdrom Rocamar                          |                                                      |                                         | Modifica les dades a Wikidata |
|        | Maset d'en Quadres          | Sant Pere de Ribes                      | masia            |                                                                            | 41° 15′ 32″ N, 1° 48′ 58″ E / 41.2590265564155°N,1.81600351616435°E ca:Urbanització Mas Alba                                |                                                      |                                         | Modifica les dades a Wikidata |
|        | Masia de la Carretera       | Sant Pere de Ribes                      | masia            | Estil: arquitectura popular                                                | 41° 15′ 29″ N, 1° 47′ 36″ E / 41.258055555556°N,1.7933333333333°E ca:Solell de la Carretera                                 | bé cultural d'interès local                          |                                         | Modifica les dades a Wikidata |
|        | Masia dels Colls            | Sant Pere de Ribes Vilanova i la Geltrú | masia            | Estil: arquitectura popular 14th century                                   | 41° 13′ 11″ N, 1° 45′ 03″ E / 41.219724°N,1.750716°E ca:Camí dels Colls 29 msnm                                             | bé cultural d'interès local                          | Casa del Mar (Sant Pere de Ribes)       | Modifica les dades a Wikidata |
|        | Montgròs                    | Sant Pere de Ribes                      | masia            | Estil: arquitectura popular 16th century                                   | 41° 15′ 34″ N, 1° 44′ 35″ E / 41.259391°N,1.743172°E ca:Camí del Montgròs                                                   | bé cultural d'interès local                          | Montgròs (Sant Pere de Ribes)           | Modifica les dades a Wikidata |
|        | Solers                      | Sant Pere de Ribes                      | masia            | Arquitecte: Enric Sagnier i Villavecchia Estil: noucentisme 20th century   | 41° 14′ 44″ N, 1° 44′ 39″ E / 41.245623°N,1.744289°E ca:Finca Mas Solers s/n (Carretera BV 2112)                            | bé cultural d'interès local                          | Solers (Sant Pere de Ribes)             | Modifica les dades a Wikidata |
|        | Xoriguera                   | Sant Pere de Ribes                      | masia            | Estil: arquitectura modernista 1913                                        | 41° 14′ 32″ N, 1° 45′ 15″ E / 41.242245°N,1.754074°E ca:Camí Vell a Vilanova, 17 61 msnm                                    | bé cultural d'interès local                          | Can Xoriguera (Sant Pere de Ribes)      | Modifica les dades a Wikidata |
|        | can Coll                    | Sant Pere de Ribes                      | masia            | Estil: arquitectura eclèctica 20th century                                 | 41° 15′ 13″ N, 1° 46′ 18″ E / 41.253628°N,1.771528°E ca:al sud de Sant Pere de Ribes                                        | bé cultural d'interès local                          | Can Coll (Sant Pere de Ribes)           | Modifica les dades a Wikidata |
|        | el Mur                      | Sant Pere de Ribes                      | masia            | Estil: arquitectura popular 1924                                           | 41° 15′ 18″ N, 1° 45′ 46″ E / 41.255°N,1.7627777777778°E ca:Ronda Sant Camil                                                | bé cultural d'interès local                          |                                         | Modifica les dades a Wikidata |
|        | el Racó                     | Sant Pere de Ribes                      | masia            |                                                                            | 41° 16′ 32″ N, 1° 45′ 36″ E / 41.275457°N,1.759902°E ca:Carretera de Vilafranca C-15 B, km. 4,8                             | bé cultural d'interès local                          |                                         | Modifica les dades a Wikidata |
|        | el Raset                    | Sant Pere de Ribes                      | masia            |                                                                            | 41° 16′ 28″ N, 1° 45′ 42″ E / 41.2743252501942°N,1.76158063337963°E                                                         |                                                      |                                         | Modifica les dades a Wikidata |
|        | els Cocons                  | Sant Pere de Ribes                      | masia            | Estil: arquitectura popular                                                | 41° 14′ 46″ N, 1° 45′ 27″ E / 41.246162°N,1.757604°E ca:Turó dels Cocons                                                    | bé cultural d'interès local                          |                                         | Modifica les dades a Wikidata |
|        | els Sumidors                | Sant Pere de Ribes                      | masia            | Estil: arquitectura popular                                                | 41° 16′ 54″ N, 1° 45′ 55″ E / 41.281643°N,1.765165°E ca:Carretera de Vilafranca C-15 B, km. 4,6                             | bé cultural d'interès local                          |                                         | Modifica les dades a Wikidata |
|        | els Vinyals                 | Sant Pere de Ribes                      | masia            | Estil: arquitectura popular                                                | 41° 16′ 28″ N, 1° 44′ 53″ E / 41.274407°N,1.748188°E ca:Urbanització el Mirador de Sitges                                   | bé cultural d'interès local                          | Els Vinyals (Sant Pere de Ribes)        | Modifica les dades a Wikidata |
|        | la Casa Gran                | Sant Pere de Ribes                      | masia            | Estil: barroc 18th century                                                 | 41° 15′ 46″ N, 1° 46′ 40″ E / 41.262792°N,1.777814°E ca:C. Racó, 12/ C. Palou, 9                                            | bé integrant del patrimoni cultural català           | La Casa Gran (Sant Pere de Ribes)       | Modifica les dades a Wikidata |
|        | la Casa Roja                | Sant Pere de Ribes                      | masia            |                                                                            | 41° 16′ 08″ N, 1° 47′ 23″ E / 41.268959°N,1.789653°E                                                                        | bé cultural d'interès local                          |                                         | Modifica les dades a Wikidata |
|        | la Coma                     | Sant Pere de Ribes                      | masia            | Estil: arquitectura popular                                                | 41° 16′ 05″ N, 1° 45′ 28″ E / 41.26817°N,1.757873°E ca:Camí de Can Barba                                                    | bé cultural d'interès local                          | La Coma (Sant Pere de Ribes)            | Modifica les dades a Wikidata |
|        | la Fassina                  | Sant Pere de Ribes                      | masia            | Estil: arquitectura popular 17th century                                   | 41° 15′ 19″ N, 1° 45′ 41″ E / 41.255278°N,1.761389°E ca:La Serra 71 msnm                                                    | bé cultural d'interès local                          | La Fassina (Sant Pere de Ribes)         | Modifica les dades a Wikidata |
|        | la Granja del Carme         | Sant Pere de Ribes                      | masia            | Estil: noucentisme 20th century                                            | 41° 15′ 21″ N, 1° 46′ 42″ E / 41.255745°N,1.778214°E ca:C. Bisbe Guilarà 32 msnm                                            | bé cultural d'interès local                          | La Granja del Carme                     | Modifica les dades a Wikidata |
|        | la Masieta                  | Sant Pere de Ribes                      | masia            | Estil: arquitectura popular 19th century                                   | 41° 15′ 45″ N, 1° 45′ 22″ E / 41.262397°N,1.756043°E ca:Camí del Montgròs 84 msnm                                           | bé cultural d'interès local                          | La Masieta (Sant Pere de Ribes)         | Modifica les dades a Wikidata |
|        | la Mata                     | Sant Pere de Ribes                      | masia            | Estil: arquitectura popular                                                | 41° 14′ 23″ N, 1° 46′ 09″ E / 41.239642°N,1.769046°E ca:Carretera de Barcelona a Valls C -246a, km. 40,2                    | bé cultural d'interès local                          |                                         | Modifica les dades a Wikidata |
|        | la Serra                    | Sant Pere de Ribes                      | masia            | Estat: bon estat                                                           | 41° 15′ 21″ N, 1° 45′ 12″ E / 41.2558°N,1.75322°E ca:Camí del Montgròs                                                      |                                                      | La Serra (Sant Pere de Ribes)           | Modifica les dades a Wikidata |
|        | la Torreta                  | Sant Pere de Ribes                      | masia            | Estil: arquitectura popular                                                | 41° 17′ 09″ N, 1° 46′ 34″ E / 41.285705°N,1.776206°E ca:Carretera BV-2111, km. 10,1                                         | bé cultural d'interès local                          |                                         | Modifica les dades a Wikidata |
|        | les Casetes d'en Portacreu  | Sant Pere de Ribes                      | masia            | Estil: arquitectura popular 19th century                                   | 41° 15′ 19″ N, 1° 47′ 50″ E / 41.255219°N,1.797252°E ca:Entre el nucli de les Torres i l'urbanització Mas Alba              | bé cultural d'interès local                          |                                         | Modifica les dades a Wikidata |
|        | masia del Carç              | Sant Pere de Ribes                      | masia            | Estil: arquitectura popular                                                | 41° 14′ 50″ N, 1° 46′ 24″ E / 41.247126°N,1.77338°E ca:Prop de Puigmoltó                                                    | bé integrant del patrimoni cultural català           | Masia del Carç (Sant Pere de Ribes)     | Modifica les dades a Wikidata |
|        | torre de Can Bruguera       | Sant Pere de Ribes                      | masia casa forta |                                                                            | 41° 14′ 41″ N, 1° 47′ 19″ E / 41.2447°N,1.788675°E ca:Can Bruguera                                                          | bé d'interès cultural bé cultural d'interès nacional |                                         | Modifica les dades a Wikidata |

## muntanya
| imatge | Nom                      | Ubicat a                     | instància de | Detalls | coordenades                                                                        | Protecció | Commons (més fotos)               | Dades a WD                    |
| ------ | ------------------------ | ---------------------------- | ------------ | ------- | ---------------------------------------------------------------------------------- | --------- | --------------------------------- | ----------------------------- |
|        | Penya del Duc            | Sant Pere de Ribes           | muntanya     |         | 41° 16′ 07″ N, 1° 48′ 38″ E / 41.26847444°N,1.81058611°E 210.8 msnm                |           | Penya del Duc                     | Modifica les dades a Wikidata |
|        | Puig Rodat               | Sant Pere de Ribes           | muntanya     |         | 41° 15′ 26″ N, 1° 48′ 26″ E / 41.25722222°N,1.80708889°E 135.7 msnm                |           |                                   | Modifica les dades a Wikidata |
|        | Puig d'en Carbonell      | Sant Pere de Ribes           | muntanya     |         | 41° 16′ 30″ N, 1° 49′ 18″ E / 41.27503056°N,1.82165278°E 276.4 msnm                |           | Puig d'en Carbonell               | Modifica les dades a Wikidata |
|        | Puig d'en Pacurri        | Sant Pere de Ribes           | muntanya     |         | 41° 15′ 52″ N, 1° 49′ 17″ E / 41.26430556°N,1.82131667°E 226.8 msnm                |           |                                   | Modifica les dades a Wikidata |
|        | Puig de Codines          | Sant Pere de Ribes Olivella  | muntanya     |         | 41° 17′ 02″ N, 1° 48′ 55″ E / 41.28376222°N,1.81515833°E 167.7 msnm                |           |                                   | Modifica les dades a Wikidata |
|        | Puig de Pota de Cavall   | Sant Pere de Ribes Olivella  | muntanya     |         | 41° 16′ 09″ N, 1° 49′ 58″ E / 41.26925277777778°N,1.8329027777777775°E 286.9 msnm  |           |                                   | Modifica les dades a Wikidata |
|        | Puig de la Llebre        | Sant Pere de Ribes           | muntanya     |         | 41° 17′ 15″ N, 1° 47′ 58″ E / 41.2875°N,1.79933°E 241.2 msnm                       |           |                                   | Modifica les dades a Wikidata |
|        | Puig del Moro            | Sant Pere de Ribes Olivella  | muntanya     |         | 41° 17′ 09″ N, 1° 45′ 51″ E / 41.2859°N,1.76412°E 242.8 msnm                       |           |                                   | Modifica les dades a Wikidata |
|        | Puig dels Sumidors       | Sant Pere de Ribes           | muntanya     |         | 41° 16′ 57″ N, 1° 46′ 09″ E / 41.2825°N,1.76909°E 283.3 msnm                       |           | Puig dels Sumidors                | Modifica les dades a Wikidata |
|        | Roca del Bisbe           | Sant Pere de Ribes           | muntanya     |         | 41° 17′ 22″ N, 1° 47′ 16″ E / 41.2895°N,1.78775°E 271.9 msnm                       |           | Roca del Bisbe                    | Modifica les dades a Wikidata |
|        | Turó de Gafatans         | Sant Pere de Ribes Olivella  | muntanya     |         | 41° 16′ 55″ N, 1° 48′ 55″ E / 41.28192222°N,1.81524722°E 168.8 msnm                |           |                                   | Modifica les dades a Wikidata |
|        | Turó de la Carretera     | Sant Pere de Ribes           | muntanya     |         | 41° 15′ 42″ N, 1° 47′ 56″ E / 41.261583333333334°N,1.7988333333333333°E 152.9 msnm |           |                                   | Modifica les dades a Wikidata |
|        | el Montgròs              | Sant Pere de Ribes Canyelles | muntanya     |         | 41° 16′ 08″ N, 1° 44′ 24″ E / 41.2688°N,1.73987°E 357 msnm                         |           | El Montgròs (Canyelles)           | Modifica les dades a Wikidata |
|        | els Colls i Casa del Mar | Sant Pere de Ribes           | muntanya     |         | 41° 13′ 19″ N, 1° 45′ 01″ E / 41.2219°N,1.75025°E 55.2 msnm                        |           | Els Colls i Casa del Mar          | Modifica les dades a Wikidata |
|        | els Jugadors             | Sant Pere de Ribes           | muntanya     |         | 41° 16′ 36″ N, 1° 46′ 20″ E / 41.276541°N,1.772308°E 240 msnm                      |           | Els Jugadors (Sant Pere de Ribes) | Modifica les dades a Wikidata |
|        | la Carsosa               | Sant Pere de Ribes           | muntanya     |         | 41° 15′ 37″ N, 1° 47′ 45″ E / 41.26026389°N,1.795825°E 141.5 msnm                  |           | La Carsosa                        | Modifica les dades a Wikidata |
|        | la Fita Grossa           | Sant Pere de Ribes Sitges    | muntanya     |         | 41° 16′ 02″ N, 1° 50′ 04″ E / 41.26718278°N,1.83454778°E 300.7 msnm                |           | La Fita Grossa                    | Modifica les dades a Wikidata |
|        | la Sivina                | Sant Pere de Ribes Sitges    | muntanya     |         | 41° 15′ 38″ N, 1° 50′ 00″ E / 41.26061111111111°N,1.8332777777777776°E 272 msnm    |           |                                   | Modifica les dades a Wikidata |

## nucli de població
| imatge | Nom          | Ubicat a           | instància de      | Detalls | coordenades                                                                              | Protecció | Commons (més fotos) | Dades a WD                    |
| ------ | ------------ | ------------------ | ----------------- | ------- | ---------------------------------------------------------------------------------------- | --------- | ------------------- | ----------------------------- |
|        | Can Girabals | Sant Pere de Ribes | nucli de població |         | 41° 16′ 32″ N, 1° 44′ 47″ E / 41.275504935827°N,1.7463797577684°E                        |           |                     | Modifica les dades a Wikidata |
|        | Can Martí    | Sant Pere de Ribes | nucli de població |         | 41° 15′ 17″ N, 1° 44′ 18″ E / 41.254700871641°N,1.7384224815531°E                        |           |                     | Modifica les dades a Wikidata |
|        | Sota-ribes   | Sant Pere de Ribes | nucli de població |         | 41° 15′ 34″ N, 1° 45′ 48″ E / 41.2595626553779°N,1.7633278294468°E ca:Sota-Ribes 47 msnm |           | Sota-ribes          | Modifica les dades a Wikidata |

## platja
| imatge | Nom                | Ubicat a           | instància de | Detalls              | coordenades                                          | Protecció | Commons (més fotos) | Dades a WD                    |
| ------ | ------------------ | ------------------ | ------------ | -------------------- | ---------------------------------------------------- | --------- | ------------------- | ----------------------------- |
|        | cala del Pati Blau | Sant Pere de Ribes | platja       | Llarg: 12m Ample: 9m | 41° 13′ 11″ N, 1° 45′ 20″ E / 41.219687°N,1.755661°E |           | Cala del Pati Blau  | Modifica les dades a Wikidata |
|        | platja del Belis   | Sant Pere de Ribes | platja       | Llarg: 75m Ample: 6m | 41° 13′ 11″ N, 1° 45′ 09″ E / 41.219626°N,1.752392°E |           | Platja del Belis    | Modifica les dades a Wikidata |

## pont
| imatge | Nom                                  | Ubicat a                    | instància de           | Detalls                                                                        | coordenades | Protecció                                  | Commons (més fotos)                     | Dades a WD                    |
| ------ | ------------------------------------ | --------------------------- | ---------------------- | ------------------------------------------------------------------------------ | --- | ------------------------------------------ | --------------------------------------- | ----------------------------- |
|        | Pont de Can Panxampla                | Sant Pere de Ribes Sitges   | pont pont de carretera | 1879 Travessa: riera de Ribes Estat: malmès                                    | 41° 13′ 59″ N, 1° 47′ 00″ E / 41.23304°N,1.78346°E ca:Carretera C-246a                                                |                                            | Pont de Can Panxampla                   | Modifica les dades a Wikidata |
|        | Pont de Solers                       | Sant Pere de Ribes          | pont                   | 20th century Estat: malmès                                                     | 41° 14′ 49″ N, 1° 44′ 43″ E / 41.24693°N,1.74537°E ca:Camí de Solers a Can Martí 65 msnm                              |                                            | Pont de Solers                          | Modifica les dades a Wikidata |
|        | Pont de les Parellades               | Sant Pere de Ribes          | pont                   | Estat: bon estat                                                               | 41° 15′ 50″ N, 1° 46′ 16″ E / 41.2639144556297°N,1.77100526956813°E ca:Riera de Ribes                                 |                                            |                                         | Modifica les dades a Wikidata |
|        | Pont del Corb                        | Sant Pere de Ribes Olivella | pont                   | 20th century Estat: bon estat                                                  | 41° 17′ 23″ N, 1° 46′ 35″ E / 41.2895987296893°N,1.77643484485163°E ca:BV-2111, entre els punts quilomètrics 10 i 11  |                                            |                                         | Modifica les dades a Wikidata |
|        | Pont del Fondo del Corral d'en Massó | Sant Pere de Ribes          | pont                   | 19th century Estat: bon estat                                                  | 41° 16′ 29″ N, 1° 47′ 19″ E / 41.27473°N,1.78857°E ca:Ctra. De Ribes a Olivella BV-2111, km.8                         |                                            |                                         | Modifica les dades a Wikidata |
|        | pont de Can Coll                     | Sant Pere de Ribes          | pont                   | Estil: arquitectura popular 19th century 20th century Travessa: riera de Ribes | 41° 15′ 17″ N, 1° 46′ 19″ E / 41.254831°N,1.772078°E ca:al sud de Sant Pere de Ribes, sobre la riera de Ribes 40 msnm | bé cultural d'interès local                | Pont de Can Coll                        | Modifica les dades a Wikidata |
|        | pont de la Palanca                   | Sant Pere de Ribes          | pont                   | Estil: arquitectura del ferro 1891                                             | 41° 15′ 32″ N, 1° 45′ 55″ E / 41.258877°N,1.765413°E ca:Riera de Ribes                                                | bé integrant del patrimoni cultural català | Pont de Sota-ribes (Sant Pere de Ribes) | Modifica les dades a Wikidata |

## serra
| imatge | Nom                   | Ubicat a                    | instància de | Detalls | coordenades                                                                                     | Protecció | Commons (més fotos)   | Dades a WD                    |
| ------ | --------------------- | --------------------------- | ------------ | ------- | ----------------------------------------------------------------------------------------------- | --------- | --------------------- | ----------------------------- |
|        | Serra Saladella       | Sant Pere de Ribes Olivella | serra        |         | 41° 16′ 24″ N, 1° 49′ 07″ E / 41.273302°N,1.818507°E 276.4 msnm                                 |           | Serra Saladella       | Modifica les dades a Wikidata |
|        | serra de les Pruelles | Sitges Sant Pere de Ribes   | serra        |         | 41° 15′ 14″ N, 1° 48′ 32″ E / 41.25379063946607°N,1.808881759643555°E massís de Garraf 172 msnm |           | Serra de les Pruelles | Modifica les dades a Wikidata |
|        | serra dels Gegants    | Sant Pere de Ribes Sitges   | serra        |         | 41° 15′ 24″ N, 1° 49′ 03″ E / 41.25669722°N,1.81737278°E 214.1 msnm                             |           | Serra dels Gegants    | Modifica les dades a Wikidata |
|        | serra dels Paranys    | Sant Pere de Ribes Sitges   | serra        |         | 41° 13′ 49″ N, 1° 45′ 55″ E / 41.23023333°N,1.76520556°E 109.3 msnm                             |           |                       | Modifica les dades a Wikidata |

## torre de sentinella
| imatge | Nom                        | Ubicat a           | instància de        | Detalls                                  | coordenades                                                                 | Protecció                                            | Commons (més fotos)                             | Dades a WD                    |
| ------ | -------------------------- | ------------------ | ------------------- | ---------------------------------------- | --------------------------------------------------------------------------- | ---------------------------------------------------- | ----------------------------------------------- | ----------------------------- |
|        | Torre de Vilanoveta        | Sant Pere de Ribes | torre de sentinella | Estil: arquitectura popular 17th century | 41° 14′ 04″ N, 1° 45′ 06″ E / 41.234533°N,1.751577°E ca:Vilanoveta          | bé integrant del patrimoni cultural català           |                                                 | Modifica les dades a Wikidata |
|        | Torre de la Serra          | Sant Pere de Ribes | torre de sentinella |                                          | 41° 15′ 20″ N, 1° 45′ 11″ E / 41.255653°N,1.752981°E ca:La Serra            | bé d'interès cultural bé cultural d'interès nacional | Torre de la Serra (Sant Pere de Ribes)          | Modifica les dades a Wikidata |
|        | Torre del Clot dels Frares | Sant Pere de Ribes | torre de sentinella | 15th century                             | 41° 14′ 14″ N, 1° 46′ 52″ E / 41.237315°N,1.781118°E ca:El Clot dels Frares | bé d'interès cultural bé cultural d'interès nacional | Torre del Clot dels Frares (Sant Pere de Ribes) | Modifica les dades a Wikidata |

## Misc
| imatge | Nom                                       | Ubicat a | instància de                                               | Detalls                                                                  | coordenades                                                                                       | Protecció                                            | Commons (més fotos)                       | Dades a WD                    |
| ------ | ----------------------------------------- | --- | ---------------------------------------------------------- | ------------------------------------------------------------------------ | ------------------------------------------------------------------------------------------------- | ---------------------------------------------------- | ----------------------------------------- | ----------------------------- |
|        | Bosc i jardí de Solers                    | Sant Pere de Ribes | bosc jardí                                                 | 20th century Estat: malmès                                               | 41° 14′ 43″ N, 1° 44′ 51″ E / 41.24536°N,1.74739°E ca:Solers                                      |                                                      | Bosc i jardí de Solers                    | Modifica les dades a Wikidata |
|        | Carrer Major                              | Sant Pere de Ribes | carrer conjunt urbà                                        | Estil: arquitectura neoclàssica                                          | 41° 15′ 42″ N, 1° 46′ 13″ E / 41.26172°N,1.77025°E ca:Ribes                                       |                                                      |                                           | Modifica les dades a Wikidata |
|        | Casa de la Vila de Sant Pere de Ribes     | Sant Pere de Ribes | casa consistorial                                          | Arquitecte: Bonaventura Pollés i Vivó Estil: arquitectura eclèctica 1893 | 41° 15′ 45″ N, 1° 46′ 19″ E / 41.262423°N,1.771948°E ca:plaça de la Vila                          | bé integrant del patrimoni cultural català           | Ajuntament de Sant Pere de Ribes          | Modifica les dades a Wikidata |
|        | Castell de Ribes                          | Sant Pere de Ribes | castell                                                    | Estil: arquitectura romànica                                             | 41° 15′ 33″ N, 1° 45′ 51″ E / 41.2592°N,1.76417°E ca:Sota-Ribes                                   | bé d'interès cultural bé cultural d'interès nacional | Castell de Ribes (Sant Pere de Ribes)     | Modifica les dades a Wikidata |
|        | Colls i Miralpeix                         | Vilanova i la Geltrú Sant Pere de Ribes Sitges                                                                              | espai d'interès natural                                    | 2006 Superfície: 379ha                                                   | 41° 13′ 29″ N, 1° 45′ 52″ E / 41.22459699524974°N,1.7643077761464836°E                            |                                                      | Colls i Miralpeix                         | Modifica les dades a Wikidata |
|        | Els Sumidors                              | Sant Pere de Ribes | vèrtex geodèsic                                            | Alt: 1.2m                                                                | 41° 16′ 57″ N, 1° 46′ 09″ E / 41.28249°N,1.769099°E 283.89 msnm                                   |                                                      |                                           | Modifica les dades a Wikidata |
|        | Escultura 'Rambla del Garraf'             | Sant Pere de Ribes | obra escultòrica                                           | 1999                                                                     | 41° 14′ 25″ N, 1° 45′ 37″ E / 41.24016°N,1.76022°E ca:Carretera de Barcelona a Valls C-246a       |                                                      | Escultura 'Rambla del Garraf'             | Modifica les dades a Wikidata |
|        | Forn del coll de Gleieta                  | Sant Pere de Ribes | forn de calç                                               | Estil: arquitectura popular                                              | 41° 16′ 54″ N, 1° 46′ 34″ E / 41.281539°N,1.776202°E                                              | bé integrant del patrimoni cultural català           |                                           | Modifica les dades a Wikidata |
|        | Granges Agrícoles Albà                    | Sant Pere de Ribes | granja                                                     |                                                                          | 41° 14′ 57″ N, 1° 44′ 25″ E / 41.2491425190073°N,1.74021517221873°E 73 msnm                       |                                                      | Granges Agrícoles Albà                    | Modifica les dades a Wikidata |
|        | Mur de la ronda de Sant Camil             | Sant Pere de Ribes | element arquitectònic                                      |                                                                          | 41° 15′ 15″ N, 1° 46′ 01″ E / 41.2541°N,1.76689°E ca:Ronda de Sant Camil                          |                                                      |                                           | Modifica les dades a Wikidata |
|        | Parc de Garraf                            | Avinyonet del Penedès Begues Castelldefels Gavà Olesa de Bonesvalls Olivella Sant Pere de Ribes Sitges Vilanova i la Geltrú | parc natural àrea protegida Pla d'Espais d'Interès Natural | 1988 1992 Superfície: 12377 14820.37671ha                                | 41° 17′ 29″ N, 1° 52′ 30″ E / 41.2914°N,1.87502°E                                                 |                                                      | Parc del Garraf                           | Modifica les dades a Wikidata |
|        | Planta de Formigons Roca                  | Sant Pere de Ribes | pedrera                                                    |                                                                          | 41° 14′ 31″ N, 1° 45′ 45″ E / 41.2418090336111°N,1.76251698217944°E                               |                                                      |                                           | Modifica les dades a Wikidata |
|        | Polígon industrial Vilanoveta             | Sant Pere de Ribes | polígon industrial                                         |                                                                          | 41° 14′ 15″ N, 1° 45′ 23″ E / 41.2374373070154°N,1.75638238883893°E                               |                                                      |                                           | Modifica les dades a Wikidata |
|        | Roca Rubí                                 | Sant Pere de Ribes | jaciment arqueològic                                       |                                                                          | 41° 16′ 19″ N, 1° 46′ 59″ E / 41.272081°N,1.783105°E                                              | bé integrant del patrimoni cultural català           |                                           | Modifica les dades a Wikidata |
|        | Torre del Carç                            | Sant Pere de Ribes | torre de defensa                                           |                                                                          | 41° 14′ 49″ N, 1° 46′ 25″ E / 41.24699°N,1.77349°E ca:El Carç                                     |                                                      |                                           | Modifica les dades a Wikidata |
|        | Torre del Veguer                          | Sant Pere de Ribes | palau                                                      | Estil: historicisme arquitectònic                                        | 41° 15′ 04″ N, 1° 44′ 05″ E / 41.25097778°N,1.73469722°E ca:Torre del Veguer s/n                  | bé d'interès cultural bé cultural d'interès nacional | Torre del Veguer                          | Modifica les dades a Wikidata |
|        | Veïnat del Palou Alt                      | Sant Pere de Ribes | conjunt d'edificis veïnat                                  |                                                                          | 41° 15′ 56″ N, 1° 46′ 56″ E / 41.26544°N,1.78234°E ca:El Palou Alt 91 msnm                        |                                                      | Veïnat del Palou Alt                      | Modifica les dades a Wikidata |
|        | avenc de la Riera                         | Sant Pere de Ribes | avenc                                                      |                                                                          | 41° 16′ 42″ N, 1° 48′ 40″ E / 41.27831432723°N,1.81101014687028°E                                 |                                                      |                                           | Modifica les dades a Wikidata |
|        | carrer del Pi                             | Sant Pere de Ribes | conjunt urbà                                               | Estil: arquitectura neoclàssica                                          | 41° 15′ 47″ N, 1° 46′ 35″ E / 41.26298522949219°N,1.776394963264465°E ca:Carrer del Pi            |                                                      |                                           | Modifica les dades a Wikidata |
|        | cementiri de Sant Pere de Ribes           | Sant Pere de Ribes | cementiri                                                  |                                                                          | 41° 15′ 35″ N, 1° 45′ 52″ E / 41.25982365256106°N,1.7645394802093506°E                            |                                                      | Cemeteries in Sant Pere de Ribes          | Modifica les dades a Wikidata |
|        | creu de Ribes                             | Sant Pere de Ribes Sitges                                                                                                   | creu de terme creu monumental                              | Estil: arquitectura gòtica 15th century                                  | 41° 14′ 39″ N, 1° 47′ 41″ E / 41.2441050674807°N,1.79469591899832°E ca:Urbanització Santa Bàrbara |                                                      | Creu de Ribes                             | Modifica les dades a Wikidata |
|        | depuradora de Sant Pere de Ribes - Sitges | Sant Pere de Ribes Sitges                                                                                                   | depuradora d'aigües residuals                              | 1996                                                                     | 41° 14′ 20″ N, 1° 46′ 23″ E / 41.23887509164304°N,1.7731547355651855°E                            |                                                      | Depuradora de Sant Pere de Ribes - Sitges | Modifica les dades a Wikidata |
|        | el Palou                                  | Sant Pere de Ribes | barri                                                      |                                                                          | 41° 15′ 46″ N, 1° 46′ 43″ E / 41.262868°N,1.77848°E                                               |                                                      | El Palou (Sant Pere de Ribes)             | Modifica les dades a Wikidata |
|        | font de la Farmàcia                       | Sant Pere de Ribes | font                                                       | Arquitecte: Josep Font i Gumà Estil: arquitectura modernista             | 41° 15′ 44″ N, 1° 46′ 16″ E / 41.262147°N,1.771208°E ca:Plaça de la Font                          | bé cultural d'interès local                          | Font de la Farmàcia                       | Modifica les dades a Wikidata |
|        | la Pallissa                               | Sant Pere de Ribes | cabana                                                     |                                                                          | 41° 14′ 01″ N, 1° 45′ 18″ E / 41.2335660879301°N,1.75490457864038°E                               |                                                      |                                           | Modifica les dades a Wikidata |
|        | pla de les Torres                         | Sant Pere de Ribes | plana                                                      |                                                                          | 41° 14′ 54″ N, 1° 47′ 07″ E / 41.248259°N,1.78521°E 32 msnm                                       |                                                      | Pla de les Torres                         | Modifica les dades a Wikidata |
|        | túnel del Montgròs                        | Sant Pere de Ribes Canyelles                                                                                                | túnel                                                      | Travessa: el Montgròs Hi passa: C-15                                     | 41° 15′ 39″ N, 1° 43′ 57″ E / 41.260884°N,1.732439°E                                              |                                                      | Túnel del Montgròs                        | Modifica les dades a Wikidata |